# Prix Paul-Erdős
 (août 2017).
Pour les articles homonymes, voir Erdős.
Le prix Paul-Erdős (anciennement prix mathématique) est décerné à des mathématiciens hongrois âgés de moins de quarante ans par le Département mathématiques de l'Académie hongroise des sciences. Il a été fondé par le mathématicien Paul Erdős.
Deux autres prix portent le nom du mathématicien Paul Erdős : le prix Erdős, décerné par l'Union mathématique israélienne, et le Paul Erdős Award, décerné par la World Federation of National Mathematics Competitions.

## Lauréats
- 1976 : István Juhász (en)
- 1977 : Gábor Halász
- 1978 : Endre Szemerédi
- 1979 : László Lovász
- 1980 : Ferenc Schipp
- 1981 : Zoltán Daróczy (hu)
- 1982 : Gábor Tusnády
- 1983 : András Sárközy
- 1984 : László Babai
- 1985 : Ferenc Móricz
- 1986 : József Beck (de)
- 1987 : János Pintz
- 1988 : Sándor Csörgő
- 1989 : Miklós Laczkovich
- 1990 : Imre Ruzsa (de)
- 1991 : Péter Komjáth (en)
- 1992 : Ágnes Szendrei (en)
- 1993 : Antal Balog
- 1994 : Péter Pál Pálfy
- 1995 : Bálint Tóth
- 1996 : Imre Bárány
- 1997 : László Pyber (en)
- 1998 : Tamás Szőnyi (de)
- 1999 : Lajos Soukup
- 2000 : Lajos Molnár, Gábor Tardos
- 2001 : Géza Makay
- 2002 : Gyula Károlyi
- 2003 : András Bíró
- 2004 : Károly Böröczky Jun.
- 2005 : Ákos Pintér
- 2006 : Mátyás Domokos
- 2007 : Tibor Jordán
- 2008 : Géza Tóth
- 2009 : Márton Elekes
- 2010 : Miklós Abért
- 2011 : Katalin Gyarmati
- 2012 : Márton Balázs (en)
- 2013 : Balázs Szegedy
- 2014 : Gábor Pete
- 2015 : Péter Varjú
- 2016 : Attila Maróti
- 2017 : Gábor Kun
- 2018 : Endre Csóka
- 2020 : Balázs Bárány
- 2021 : Péter Csikvári
- 2022 : Ágnes Backhausz
- 2023 : Péter Pál Pach
- 2024 : Gergely Kiss